# 華盛頓國民

華盛頓國民於2005年至2010年間所使用的标志

華盛頓國民（英語：Washington Nationals）是一支位於華盛頓特區的美國職棒大聯盟球隊，隸屬國家聯盟東區。於2019年世界大賽對決休士頓太空人，以4勝3敗拿下隊史第一座世界大賽冠軍。
華盛頓國民是在1969年大聯盟擴充時成立的隊伍，球隊當時的位置是在加拿大魁北克省的蒙特婁市，名為蒙特婁博覽會。博覽會第一個使用的場地是賈瑞公園體育場（Jarry Park Stadium），遷移前最後的主場是蒙特婁奧林匹克體育場。
球隊最高的勝率是在1994年（.649），但當時因為罷工事件而沒有舉行季後賽。在這之後一直到2001年為止，勝率都在五成以下。在2002年和2005年之間，博覽會換新的老闆，並在2005年改名為華盛頓國民，這是1972年華盛頓參議員改為德州遊騎兵以後，再度回到華盛頓的球隊。
球隊參加過的季後賽是在1981年國家聯盟冠軍賽以及2012年國家聯盟分區賽。2008年球隊搬到新建立的國民球場，結束使用三年的RFK體育場（Robert F. Kennedy Memorial Stadium），新的球場可以看到美國國會大廈 。

## 蒙特婁博覽會時期

### 1969年－1990年
蒙特婁博覽會創立於1969年，屬於國家聯盟，與聖地牙哥教士同時創立。當時球隊成立Charles Bronfman幫忙出了許多的精力，其最大的股東是西格拉姆（Seagram）企業。會使用博覽會這個名字當球隊名字，是因為在1967年時蒙特婁舉辦了世界博覽會。博覽會的第一個主場是賈瑞公園體育場，總教練是Gene Mauch。球隊成立的第一年球季，博覽會輸掉了110場的比賽，接下來博覽會很努力的想要打出好成績，球隊創立初期的十年期間，只有第一個球季和1976年（輸掉107場比賽）的球季，輸掉100場以上的比賽。1977年球季開始之前，博覽會啟用新的主場為蒙特婁奧林匹克體育場，這個主場在前一年主辦1976年夏季奧林匹克運動會。在1979年，博覽會打出他們最佳的成績，共獲得95場的勝利，接著在1980年球季，球隊的主力球員使用年輕的球員，如捕手Gary Carter、外野手Tim Raines、Ellis Valentine及安德烈·道森、三壘手Tim Wallach和投手Jeff Reardon、Steve Rogers和 Bill Gullickson。球隊獲得的第一個冠軍是在1981年的國家聯盟東區冠軍，也是球隊第一次進入季後賽，但是在1981年國家聯盟冠軍賽，博覽會被洛杉磯道奇以2勝3敗被淘汰。接下來博覽會的8年球季的成績，皆在分區排名第三名或第四名徘徊。1985年博覽會任命Buck Rodgers為球隊新的總教練。新的總教練在這6年期間，球隊有5年的勝率皆在五成以上，勝率最高是在1987年獲得91勝的成績，雖然排名分區第三名，但是和排名第一名的聖路易紅雀只有4場的勝差。

### 1990年－2004年
1991年Charles Bronfman將博覽會所持的股份賣給總經理Claude Brochu，而Gene Mauch則擔任球隊新的總經理，並在1992年由Felipe Alou擔任球隊的總教練，這是大聯盟歷史上第一位在多明尼加出生的人擔任總教練，在Alou的帶領下，球隊在1994年贏得隊史上最高的勝率（.649），當時著名的球員有Larry Walker、Moisés Alou、Marquis Grissom和佩卓·馬丁尼茲，當年因為發生了罷工事件，球季最後的幾場比賽和季後賽被迫取消，而無緣進入隊史第二次的季後賽。在這之後博覽會的幾位關鍵球員離開，因而球迷的鼓勵和支持也隨之減少。1999年Brochu將球隊賣給Jeffrey Loria ，但是Loria並沒有認真經營球隊，在2000年時，球隊還失去電視和英文廣播收音機的合約，也因此博覽會在最後的幾年，經營陷入困境當中。2002年11月，大聯盟球隊的老闆們舉行會議，討論縮小聯盟的規模，博覽會和明尼蘇達雙城被討論是否要被縮減。最後由大聯盟機關以1億2000萬美金買下博覽會的股份，使球隊可以繼續營運下去。在這之後博覽會開始有遷隊的計畫，選擇的地點包括奧克拉荷馬市、華盛頓哥倫比亞特區、聖胡安 (波多黎各)、蒙特雷、波特蘭 (奧勒岡州)、諾福克 (維吉尼亞州)、紐澤西州和夏洛特 (北卡羅萊那州)等城市。最後在2004年9月29日由大聯盟正式宣佈博覽會將在2005年遷往華盛頓哥倫比亞特區。博覽會的最後一場比賽是在2004年10月3日，對手為紐約大都會，最後博覽會以1：8輸給大都會。

## 華盛頓國民時期

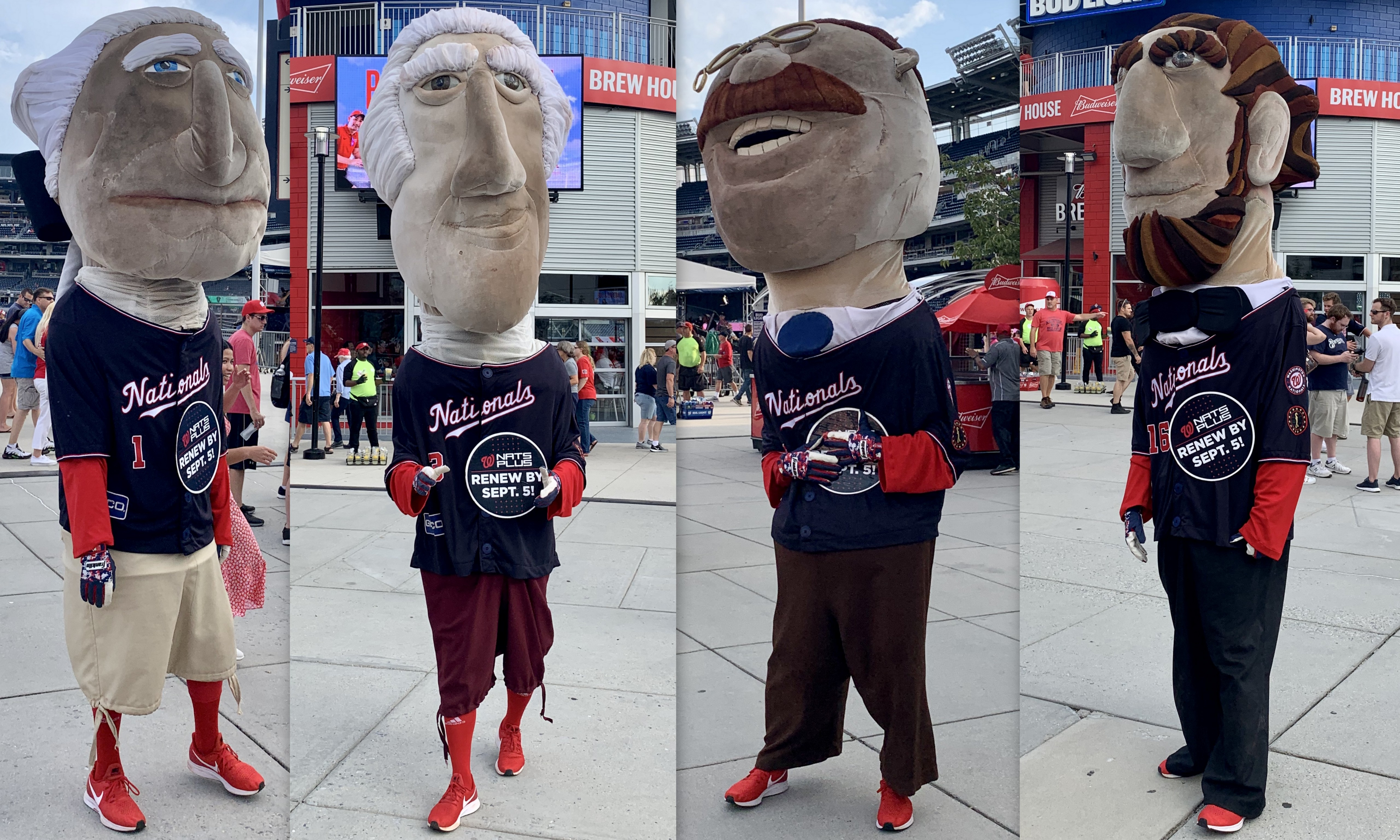
主场比赛的第四局中段会举行“总统赛跑”，由打扮成乔治·华盛顿、托马斯·杰斐逊、西奥多·罗斯福和亚伯拉罕·林肯总统巨大面具人进行赛跑；图为2019年对阵密尔沃基酿酒人时。

### 2005年－2006年

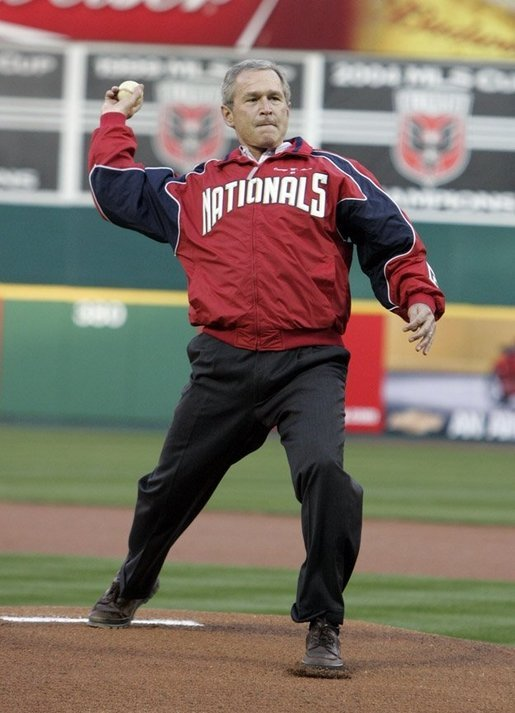
2005年，為華盛頓國民開球的美國總統小布希。

2005年4月4日，是博覽會改為華盛頓國民的第一場比賽，在客場面對同分區的費城費城人，球隊擔任第一棒打者的是Brad Wilkerson，比賽最後的結果是由費城人以8：4擊敗國民，費城人先發投手Jon Lieber主投5.2局拿下勝投，而打擊者Kenny Lofton擊出3分全壘打，這場比賽中，Terrmel Sledge擊出國民的第1發全壘打。4月6日，國民獲得今年的第一場勝利，以7：3擊敗費城人，而Brad Wilkerson在這場比賽有完全打擊的表現。4月14日是國民在主場舉行的第一場比賽，對手為亞利桑那響尾蛇，這場比賽邀請美國總統小布希擔任開球貴賓，這是95年前威廉·霍華德·塔夫脫擔任開球貴賓以後，再度有美國總統擔任開球貴賓。這場比賽共有45,596名球員進場觀賞比賽，比賽結果國民以5：3擊敗響尾蛇，拿下主場的第一場勝利。8月4日對洛杉磯道奇的比賽，Brad Wilkerson擊出滿貫炮，幫助球隊以7：0贏得完封勝。今年國民的最後一場比賽也是對上費城人，在自己的主場舉行，但最後是以5：4輸給費城人結束今年的球季。
2006年6月18日為美國的父親節，這場比賽共有45,157名的觀眾進場看比賽，對手為紐約洋基，比賽最後是以萊恩·齊默爾曼從洋基的王牌投手王建民手中敲出2分再見全壘打，球隊以3：2獲勝，而王建民吞下完投敗。9月4日，Ramón Ortiz先發對上聖路易紅雀，前8局是無安打比賽，在第9局被亞伯特·普荷斯擊出全壘打破了無安打比賽，不過Ramón Ortiz還是以4：1拿下勝投。9月16日，阿方索·索利安諾 在這場對密爾瓦基釀酒人的比賽中，成為大聯盟第四位40－40俱樂部（40發全壘打和40次盜壘成功）的成員，其他三位球員為1988年的奧克蘭運動家的Jose Canseco、1996年的舊金山巨人的貝瑞·邦茲和1998年西雅圖水手的艾力士·羅德里奎茲。

### 2007年
在2007年球季開始前，國民失去四位先發投手，包括Liván Hernández、Tony Armas、Ramón Ortiz和Pedro Astacio。為了能夠彌補這一個缺口，國民一共邀請36位投手參與春訓，這是罕見的情況。在開幕戰的時候。國民失去他們的先發游擊手Cristian Guzmán（腿後腱受傷）和中外野手Nook Logan總共五個禮拜的時間。在4月結束時，國民的先發投手Jerome Williams因踝受傷，也跟著進入15天傷兵名單。如此在5月的10天裡面，Shawn Hill、John Patterson和Jason Bergmann也跟著進入傷兵名單。Jerome Williams在5月從傷兵名單回到球場先發的第一場比賽，又因為肩膀受傷而再度回到傷兵名單直到球季結束，華盛頓郵報也寫著：幾乎每件不好的狀況都發生在國民身上，在1勝8敗以後，他們又連續輸掉八場比賽變成9勝25敗。國民缺乏有實力的先發投手，幾乎都讓新人從救援投手變成先發投手，當時很多人不看好國民的成績，推測國民在2007年的成績將打破紐約大都會在1962年的120敗成績，並認為國民將成為2003年底特律老虎在美國聯盟的43勝119敗的最爛成績紀錄，成為國家聯盟最爛的比賽成績紀錄，不過在這之後國民打出一波好成績，42場比賽裡面拿下24勝18敗的成績。6月25日Jason Bergmann脫離傷兵名單並出場比賽，但是他們第一棒的游擊手打擊者Cristian Guzmán卻因為拇指受傷而只能成為代跑者（受傷前的打擊率為0.329）。5月12日對佛羅里達馬林魚的比賽中，於9局下2出局時，萊恩·齊默爾曼擊出再見滿貫全壘打，在這場比賽中，Austin Kearns也擊出了國民隊史的第一支場內全壘打。8月7日，貝瑞·邦茲從國民的先發投手Mike Bacsik擊出打破漢克·阿倫所保持記錄的第756支全壘打，不過這場比賽國民還是以8：6贏得比賽勝利。今年球季主場的最後一場比賽，國民以5：3打敗費城費城人。
這個球季國民以73勝89敗作收，但他們也扮演了攪局者，在本季對大都會最後的6場比賽裡面贏了5場，間接拖垮了大都會前進季後賽的腳步。

### 2008年－2011年

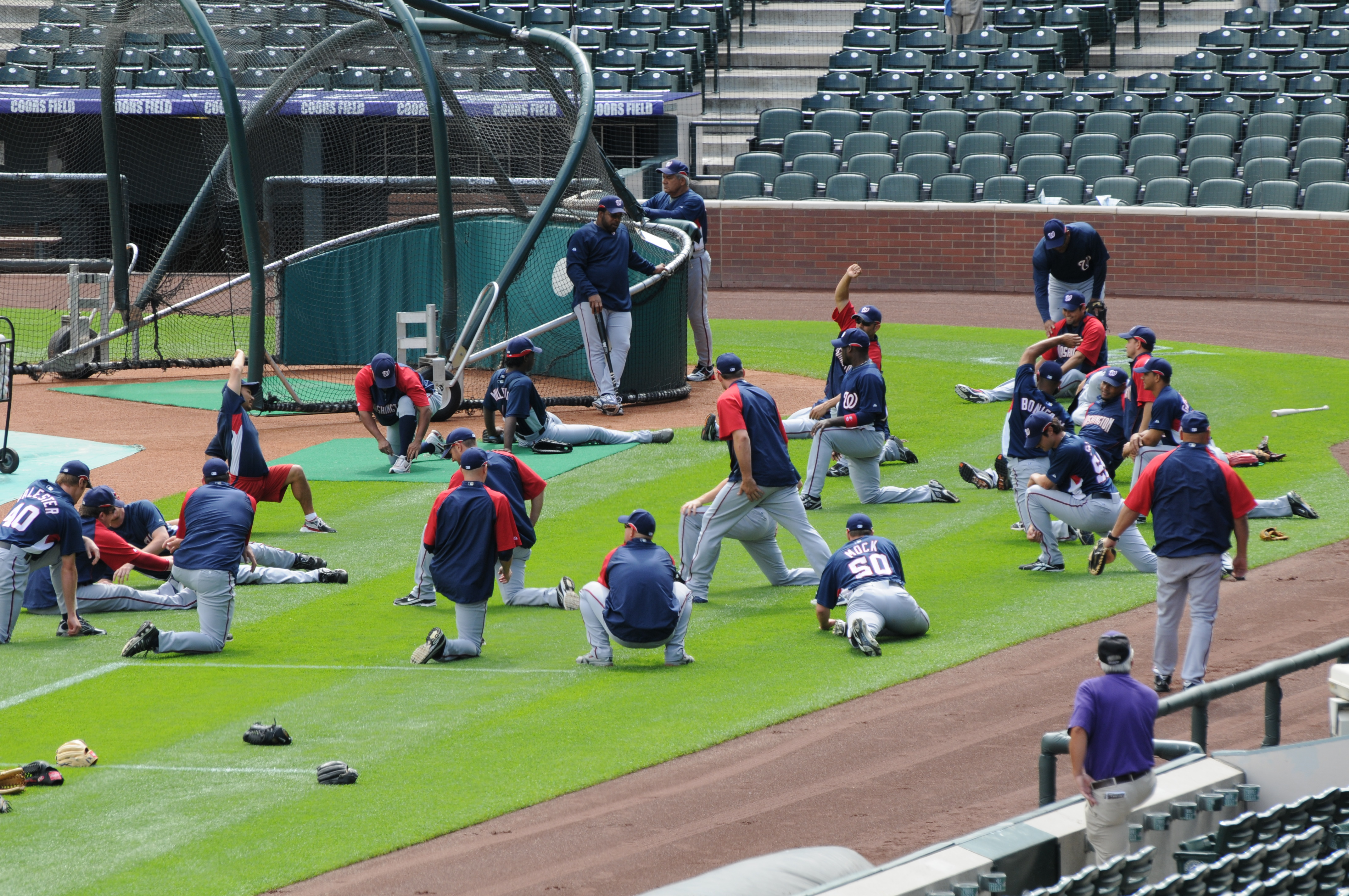
2008年，正在熱身的國民球員。

2008年3月30日，為國民新主場國民體育場（Nationals Park）的開幕戰，要面對的對手為亞特蘭大勇士。這場比賽的開球貴賓為美國總統小布希，接球的球員為總教練曼尼·阿克塔。這場比賽最後的結果是在9局下的時候，由萊恩·齊默爾曼從勇士的投手彼得·莫伊蘭擊出再見全壘打，幫助國民以3：2獲得勝利，也拿下主場開幕戰勝利。在國民新主場擊出第1支安打和獲得打點的是Cristian Guzmán，獲得第1個得分的是尼克·詹森，擊出第1發全壘打的是勇士的奇伯·瓊斯，第一場比賽的先發投手是Odalis Pérez和勇士的Tim Hudson。
2009年7月27日，Josh Willingham在客場面對密爾瓦基釀酒人的比賽中，單場擊出2發滿貫全壘打，第1發是對傑夫·蘇潘，第2發是對Mark DiFelice所擊出來的，最後國民就以14：6大勝，Willingham是大聯盟歷史上第13位有此表現的球員。2009年10月4日，是國民該年球季的最後一場比賽，一直比賽到第15局的時候，國民才以2：1獲得比賽勝利。

### 一輪遊魔咒

#### 2012年：暌違79年的季後賽
9月20日，國民以4：1擊敗洛杉磯道奇後，確定晉級季後賽，而這也是華盛頓地區暌違79年以後，再度有棒球隊晉級季後賽。
10月1日，由於亞特蘭大勇士輸球，國民確定拿下國聯東區的冠軍。
10月3日，球季例行賽最後一戰，國民以5：1擊敗費城費城人，當年的戰績為98勝64敗，確定為國家聯盟的第一種子，同時也是今年大聯盟所有球隊裡面戰績最佳的。
國民在國家聯盟分區賽的對手為聖路易紅雀，在前3場比賽國民以1勝2敗處於落後的局面，在第4場比賽的時候，靠著傑森·沃斯在第9局下的再見全壘打，將比賽扳平。第5場關鍵的比賽，國民在前3局取的6：0的領先，但之後投手壓不住憤怒鳥的攻勢，比數一路被追近，在第9局還差一個出局數就可以晉級的國民，結果卻被紅雀連得4分，最後以7：9被逆轉淘汰，無緣晉級國家聯盟冠軍賽。

#### 2014年
2014年9月17日，國民客場以3：0完封勇士，3年內第2度拿下國聯東區冠軍。
2014年10月4日（NLDS第2戰），國民在主場迎戰舊金山巨人，纏鬥到18局，總共打了6小時又23分鐘，打破大聯盟史上打最久的季後賽紀錄，不過最終以1：2輸球。
2014年10月7日，國民隊在客場以2：3輸給巨人，在NLDS以1勝3敗遭到淘汰。

#### 2015年
季前成功用7年2.1億美元的合約招來強投麥斯·薛澤，國民原本也被看好能在國聯東區完成連霸，但最後事與願違，反倒讓大都會搭上季後賽列車。
國民教練團在球季結束後全部下台，由前紅人總教練Dusty Baker擔任2016賽季的總教練。
台灣時間的聖誕節，國民為了填補防線，用一紙3年3750萬美元合約簽下阻止小熊回到未來的「山羊先生」Daniel Murphy。

#### 2016年
先發輪值發威，打線靠著山羊先生帶頭衝，國民很快便站上分區龍頭的位置，即使大都會與馬林魚都進行補強，依然望塵莫及。季中交易，國民從海盜換來終結者Mark Melancon。
2016年9月25日，國民客場以8：1擊敗海盜，同一時間大都會以8：10輸給費城人，5年內第3度拿下國聯東區冠軍。
首戰對手為洛杉磯道奇，國民在先聽牌的情況下遭到翻盤，以2:3落敗，5年內第3度以國聯東區冠軍之姿在NLDS落敗。

#### 2017年
國民主戰先發投手史特拉斯堡(Stephen Strasburg)在今天主場對費城人之戰，投8局只被敲2支安打，投出1次四壞和10次三振，帶領球隊以3比2驚險獲勝，大約1個半小時後，勇士在延長11局下靠著亞當斯(Lane Adams)的再見2分彈，以10比8力克馬林魚，國民因此提早登上國聯東區王座。也是首次完成分區冠軍二連霸。而國民也將會在國聯分區系列賽出戰衛冕軍芝加哥小熊。
小熊對戰國民系列賽的首戰，衛冕軍小熊此役靠著先發投手Kyle Hendricks主投7局無失分的好表現，加上當家三壘手Kris Bryant於6局敲出重要安打、打回致勝分，終場就以3：0完封對手，客場首戰就開紅盤。
國聯分區系列賽在主場和小熊進行第2戰，國民靠著8局下Bryce Harper和Ryan Zimmerman的全壘打，一口氣逆轉比賽，最後以6:3擊敗小熊，也將系列賽扳平，避免被小熊隊聽牌。
Max Scherzer似乎已經不受傷勢影響，為華盛頓國民繳出6.1局好投。但芝加哥小熊在他退場後展開反擊，於7、8局各打下1分逆轉，以2比1在主場獲勝，搶下2勝1敗系列賽聽牌優勢。
華盛頓國民跟芝加哥小熊的比賽延賽一天以後開打，國民一比零領先僵持到第八局敲出了滿貫全壘打，五比零完封衛冕隊小熊。小熊全場只有三支安打卻發生了兩次失誤，前四場系列戰一共累計六次失誤。
系列賽最終戰的國民一度取得領先，在5局上換上王牌Max Scherzer上來中繼，但沒想到卻成為本場比賽的轉捩點，小熊靠著Addison Russell的關鍵二壘安打，單局灌進4分逆轉戰局，也再度重演國民在2012年慘遭紅雀翻盤的噩夢，最終小熊以9:8一分之差險勝，國民最終淘汰。最後貝克遭到撤換，國民總經理Mike Rizzo表示「我們期待更多，贏很多場例行賽或分區系列賽是不夠的，我們的目標是世界大賽冠軍。」。貝克也對此表示，他感到意外且失望，想不通為什麼球隊會做出此決定。

#### 2018年
由小熊板凳教練Dave Martinez接掌兵符。合約長度為三年，第一年以82勝80敗最終國聯東區第二坐收。

#### 2019年：魔咒終結-第一座世界大賽冠軍

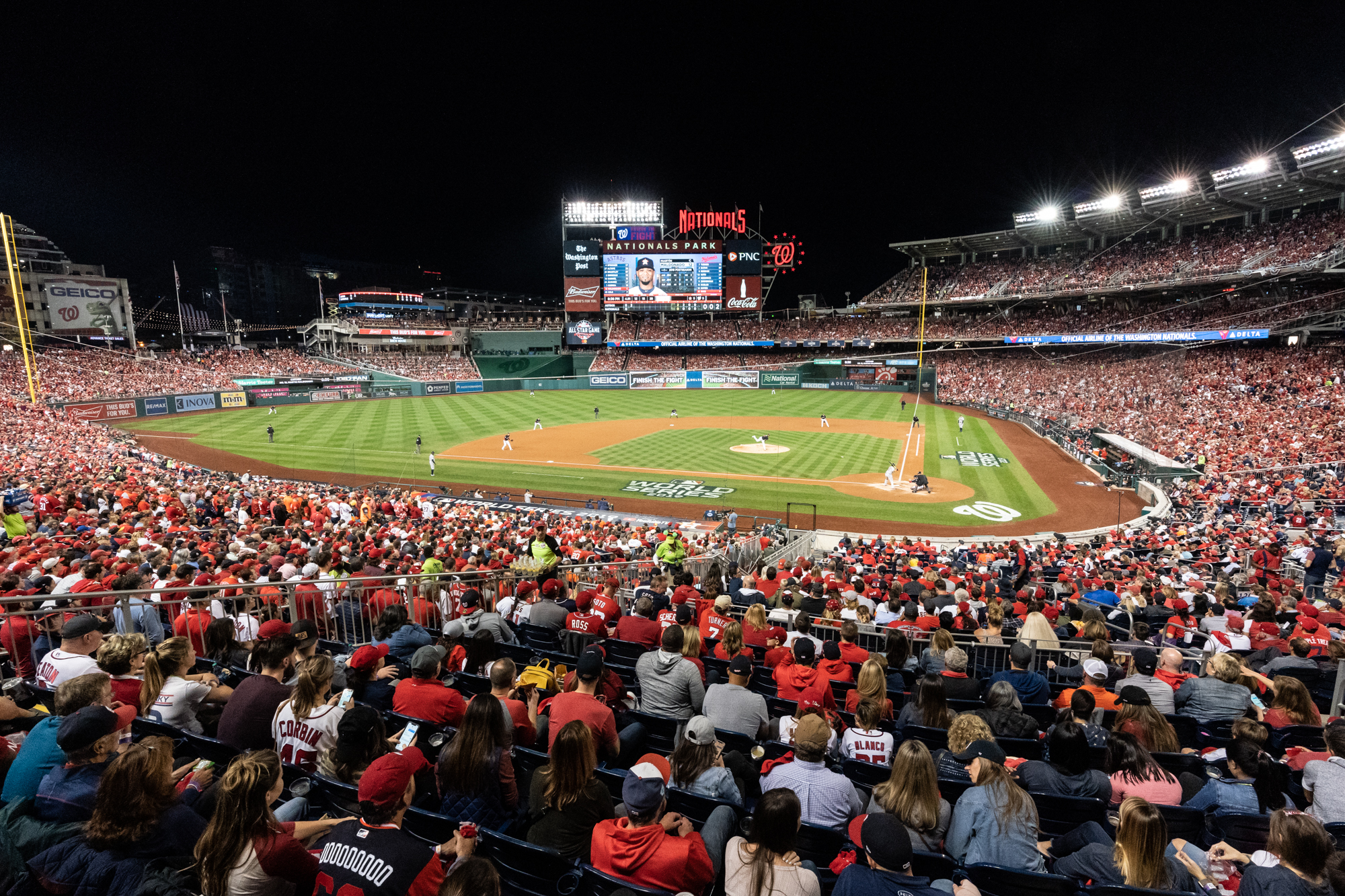
2019年世界大賽第五戰，國民隊於主場迎戰休士頓太空人

國民的2019年球季驚奇連連，開低走高，前50場僅有19勝31敗，大聯盟官網預測國民只有小於0.1%的機率拿下世界大賽冠軍，但國民在與馬林魚的4連戰後重整旗鼓，下半季打出46勝27敗的聯盟最強戰績，順勢搶下外卡一闖進季後賽。季後賽中先在外卡驟死賽淘汰釀酒人，在分區系列賽打滿五場，力退國聯第一種子道奇，接著在國聯冠軍賽橫掃紅雀闖進世界大賽，與美聯冠軍太空人爭奪世界大賽冠軍。世界大賽首戰與第2戰國民分別以5：4及12：3擊敗太空人，取得系列賽2比0的優勢。雖然第3戰到第5戰對戰太空人3連敗讓國民系列賽反倒2比3落後。但第6戰和第7戰分別以7：2及6：2二連勝逆轉擊敗太空人，拿下成軍51年來的第一座世界大賽冠軍，創下不可思議的外卡傳奇，國民也成為史上第七支抱回世界大賽冠軍的外卡球隊。兩隊七場比賽全數都在客場贏球，是史上七戰四勝的第一例，國民也因此成為史上第一支在客場拿下四勝的冠軍隊伍。也是史上開季最爛的世界大賽冠軍（世界大賽國民主場只拿3分 客場打了30分回來）

#### 2020年–今：重建之路
國民把一些奪冠主力送走或不續約後，著手進行重建之路，2023年8月22日，和總教練Dave Martinez敲定一張兩年的延長合約。

## 退休號碼

### 華盛頓國民隊時期
- 11 萊恩·齊默爾曼

### 蒙特婁博覽會隊時期
除了傑基·羅賓森的42號之外，其餘3個在博覽會隊時期退休的背號，都曾被剛搬家到華盛頓的國民隊球員所使用。但在2011年賽季，球隊宣布重新承認該3個退休號碼。
- 8  蓋瑞·卡特
- 10 安德烈·道森、羅斯提·史陶布
- 30 提姆·雷恩斯
- 42 傑基·羅賓森（所有大聯盟球隊均將此號碼退休）

## 附屬小聯盟球隊
- 3A： 羅徹斯特紅翼 (Rochester Red Wings)，國際聯盟 (International League)
- 2A： 哈里斯堡參議員 (Harrisburg Senators), 東方聯盟 (Eastern League)
- 高階1A： 威明頓藍岩 (Wilmington Blue Rocks)，南大西洋聯盟 (South Atlantic League)
- 1A： 弗萊迪克堡國民 (Fredericksburg Nationals), 卡羅萊納聯盟 (Carolina League)
- 新人聯盟： FCL國民 (FCL Nationals), 灣岸聯盟 (Florida Complex League)
- 新人聯盟： DSL國民 (DSL Nationals)，多明尼加夏季聯盟 (Dominican Summer League)

## 外部連結
- 華盛頓國民官方網站 （页面存档备份，存于）（英文）
- 華盛頓國民的Facebook專頁
- 華盛頓國民的Instagram帳戶
- 華盛頓國民的X（前Twitter）
- YouTube上的華盛頓國民頻道

| 獎項              | 獎項              | 獎項              |
| ----------------- | ----------------- | ----------------- |
| 前任： 波士頓紅襪 | 世界大賽冠軍 2019 | 繼任： 洛杉磯道奇 |